# Vítor Melo Pereira
Vítor Melo Pereira (Lisszabon, 1957. április 21. –) portugál nemzetközi labdarúgó-játékvezető.

## Pályafutása

### Nemzeti játékvezetés
Játékvezetői vizsgáját követően 1981-től az egyes osztályokban megszerzett tapasztalatok alapján lépegetett előre. Sportvezetői 1989-ben lehetővé tették, hogy a legmagasabb osztályban tevékenykedhessen. Az aktív nemzeti játékvezetéstől 2002-ben vonult vissza.

### Nemzetközi játékvezetés
A Portugál labdarúgó-szövetség Játékvezető Bizottsága (JB) terjesztette fel nemzetközi játékvezetőnek, a Nemzetközi Labdarúgó-szövetség (FIFA) 1992-től tartotta nyilván bírói keretében. Több nemzetek közötti válogatott és klubmérkőzést vezetett. A portugál nemzetközi játékvezetők rangsorában, a világbajnokság-Európa-bajnokság sorrendjében többedmagával az 1. helyet foglalja el 20 találkozó szolgálatával. Az UEFA által szervezett labdarúgó kupasorozatokban összesen 44 mérkőzést vezetett, amivel a 28. helyen áll. A FIFA 45 éves korhatárát elérve 2002-ben búcsúzott az aktív nemzetközi játékvezetéstől. Válogatott mérkőzéseinek száma: 24.

#### Világbajnokság
A világbajnoki döntőhöz vezető úton Franciaországba a XVI., az 1998-as labdarúgó-világbajnokságra és Dél-Koreába és Japánba a XVII., a 2002-es labdarúgó-világbajnokságra a FIFA JB bíróként alkalmazta. Világbajnokságon vezetett mérkőzéseinek száma: 4.

##### 1998-as labdarúgó-világbajnokság

###### Selejtező mérkőzés
| Időpont             | Helyszín                                | Mérkőzés típusa           | Mérkőzés                  | Eredmény | Nézők száma |
| ------------------- | --------------------------------------- | ------------------------- | ------------------------- | -------- | ----------- |
| 1996. november 9.   | Philips Stadion, Eindhoven              | előselejtező (7. csoport) | Hollandia–Wales           | 7 – 1    | 26 210      |
| 1997. augusztus 20. | Asim Ferhatović Hase Stadion, Szarajevó | előselejtező (1. csoport) | Bosznia-Hercegovina–Dánia | 3 – 0    | 23 000      |
| 1997. október 11.   | Baldvin király Stadion, Brüsszel        | előselejtező (7. csoport) | Belgium–Wales             | 3 – 2    | 18 233      |
| 1997. október 29.   | Albert Flórián Stadion, Budapest        | rájátszás                 | Magyarország–Jugoszlávia  | 1 – 7    | 13 175      |

###### Világbajnoki mérkőzés
| Időpont          | Helyszín                     | Mérkőzés típusa              | Mérkőzés             | Eredmény | Nézők száma |
| ---------------- | ---------------------------- | ---------------------------- | -------------------- | -------- | ----------- |
| 1998. június 14. | Félix Bollaert Stadion, Lens | csoportmérkőzés (H. csoport) | Jamaica–Horvátország | 1 – 3    | 38 058      |
| 1998. június 29. | Mosson Stadion, Montpellier  | egyik nyolcaddöntő           | Németország–Mexikó   | 2 – 1    | 29 800      |

##### 2002-es labdarúgó-világbajnokság

###### Selejtező mérkőzés
| Időpont            | Helyszín                         | Mérkőzés típusa           | Mérkőzés                | Eredmény | Nézők száma |
| ------------------ | -------------------------------- | ------------------------- | ----------------------- | -------- | ----------- |
| 2000. október 7.   | Windsor Park Stadion, Belfast    | előselejtező (3. csoport) | Észak-Írország–Dánia    | 1 – 1    |             |
| 2001. március 28.  | Olimpiai Stadion, Athén          | előselejtező (9. csoport) | Görögország–Németország | 2 – 4    | 32 173      |
| 2001. szeptember1. | Tehelné pole Stadion, Bratislava | előselejtező (4. csoport) | Szlovákia–Törökország   | 0 – 1    |             |
| 2001. október 27.  | Nemzeti Stadion, Ramat Gan       | előselejtező (7. csoport) | Izrael–Ausztria         | 1 – 1    |             |
| 2001. november 14. | Signal Iduna Park, Dortmund      | rájátszás                 | Németország–Ukrajna     | 4 – 1    | 52 400      |

###### Világbajnoki mérkőzés
| Időpont          | Helyszín                       | Mérkőzés típusa              | Mérkőzés            | Eredmény | Nézők száma |
| ---------------- | ------------------------------ | ---------------------------- | ------------------- | -------- | ----------- |
| 2002. június 11. | Világbajnoki Stadion, Incshon  | csoportmérkőzés (A. csoport) | Dánia–Franciaország | 2 – 0    | 48 100      |
| 2002. június 17. | Világbajnoki Stadion, Csondzsu | egyik nyolcaddöntő           | Mexikó–Amerika      | 0 – 2    | 36 380      |

#### Európa-bajnokság
Az európai labdarúgó torna döntőjéhez vezető úton Angliába a X., az 1996-os labdarúgó-Európa-bajnokságra, Belgiumba és Hollandiába a XI., a 2000-es labdarúgó-Európa-bajnokságra az UEFA JB játékvezetőként foglalkoztatta.

##### 1996-os labdarúgó-Európa-bajnokság

###### Selejtező mérkőzés
| Időpont             | Helyszín                 | Mérkőzés típusa           | Mérkőzés               | Eredmény |
| ------------------- | ------------------------ | ------------------------- | ---------------------- | -------- |
| 1995. szeptember 6. | Philip II Arena, Szkopje | előselejtező (2. csoport) | Macedónia–Örményország | 1 – 2    |

##### 2000-es labdarúgó-Európa-bajnokság

###### Selejtező mérkőzés
| Időpont             | Helyszín                            | Mérkőzés típusa           | Mérkőzés              | Eredmény | Nézők száma |
| ------------------- | ----------------------------------- | ------------------------- | --------------------- | -------- | ----------- |
| 1998. szeptember 5. | Lansdowne Road Stadion, Dublin      | előselejtező (8. csoport) | Írország–Horvátország | 2 – 0    | 34 000      |
| 1999. március 27.   | Wembley Stadion, London             | előselejtező (5. csoport) | Anglia–Lengyelország  | 3 – 1    | 73 836      |
| 1967. október 28.   | Laugardalsvöllur Stadion, Reykjavík | előselejtező (4. csoport) | Izland–Ukrajna        | 0 – 1    | 7072        |
| 1999. november 17.  | Parken Stadion, Koppenhága          | rájátszás                 | Dánia–Izrael          | 3 – 0    | 41 186      |

###### Európa-bajnoki mérkőzés
| Időpont          | Helyszín                              | Mérkőzés típusa              | Mérkőzés               | Eredmény | Nézők száma |
| ---------------- | ------------------------------------- | ---------------------------- | ---------------------- | -------- | ----------- |
| 2000. június 13. | Stade du Pays de Charleroi, Charleroi | csoportmérkőzés (C. csoport) | Jugoszlávia–Szlovénia  | 3 – 3    | 16 478      |
| 2000. június 19. | Philips Stadion, Eindhoven            | csoportmérkőzés (B. csoport) | Olaszország–Svédország | 2 – 1    | 33 000      |
| 2000. június 24. | Baldvin király Stadion, Brüsszel      | egyik negyeddöntő            | Olaszország–Románia    | 2 – 0    | 40 000      |

#### Gulf-kupa
| Időpont           | Helyszín                   | Mérkőzés típusa | Mérkőzés     | Eredmény |
| ----------------- | -------------------------- | --------------- | ------------ | -------- |
| 1998. november 2. | Nemzetközi Stadion, Manáma | csoportmérkőzés | Kuvait–Katar | 6 – 2    |
| 1998. november 9. | Némzetközi Stadion, Manáma | csoportmérkőzés | Kuvait–Omán  | 5 – 0    |

#### Nemzetközi kupamérkőzések
Vezetett Kupa-döntők száma: 2.

##### UEFA-szuperkupa
A Bayern megnyerte a 2001-es UEFA Bajnokok Ligáját, míg a Liverpool a 2001-es UEFA Kupát nyerve jutott a döntőbe. 
| Időpont             | Helyszín                  | Mérkőzés típusa | Mérkőzés                       | Eredmény | Nézők száma |
| ------------------- | ------------------------- | --------------- | ------------------------------ | -------- | ----------- |
| 2001. augusztus 24. | II. Lajos Stadion, Monaco | döntő           | FC Bayern München–Liverpool FC | 2 – 3    | 13 824      |

##### UEFA-kupa
| Időpont        | Helyszín                      | Mérkőzés típusa | Mérkőzés                    | Eredmény | Nézők száma |
| -------------- | ----------------------------- | --------------- | --------------------------- | -------- | ----------- |
| 2002. május 8. | Feijenoord Stadion, Rotterdam | döntő           | Feyenoord–Borussia Dortmund | 3 – 2    | 48 500      |

## Szakmai sikerek
- 2011-ben a nemzetközi játékvezetés hírnevének erősítése, hazájában 10 éve a legmagasabb Ligában (osztályban) folyamatosan tevékenykedő, eredményes pályafutása elismeréseként, a FIFA JB felterjesztésére az 1965-ben alapított International Referee Special Award címmel és oklevéllel tüntette ki.
- A IFFHS (International Federation of Football History & Statistics) 1987-2011 évadokról tartott nemzetközi szavazásán 151, játékvezető besorolásával minden idők 52, legjobb bírójának rangsorolta. A 2008-as szavazáshoz képest 5 pozíciót hátrább lépett.